# Sphagnum inretortum
Sphagnum inretortum är en bladmossart som beskrevs av H. Crum 1990. Sphagnum inretortum ingår i släktet vitmossor, och familjen Sphagnaceae. Inga underarter finns listade i Catalogue of Life.